# Рождество Богородично (Голямо Соколово)
„Рождество Богородично“ е православна църква в село Голямо Соколово, община Търговище, област Търговище. Тя е част от Търговищка духовна околия, Варненска и Великопреславска епархия на Българската православна църква. Построена е през 1922 г. Тя е действаща само на големи религиозни празници. Първосвещеник на храма е свещ. Бисер Дамянов Христов.